# Matthew Brabham

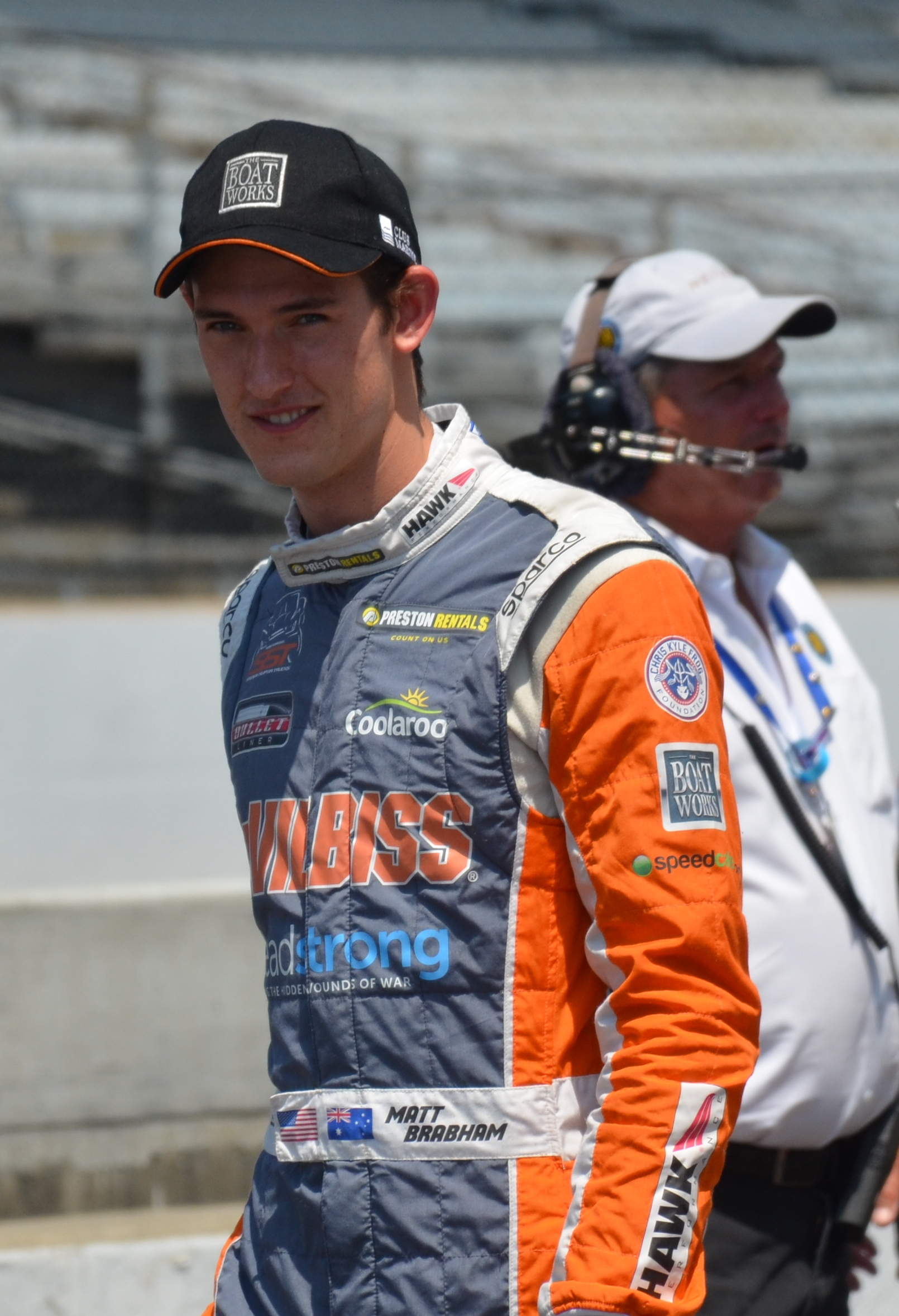
Matthew Brabham 2018

Matthew Chase Brabham (* 25. Februar 1994 in Boca Raton, Florida) ist ein australisch-US-amerikanischer Automobilrennfahrer. Er gewann 2013 die Pro Mazda Championship. 2014 und 2015 startete er in der Indy Lights. Er fährt überwiegend mit australischer Lizenz. Von 2014 bis Mitte 2015 trat er mit US-amerikanischer Lizenz an. Sein Vater ist Geoff Brabham, sein Großvater war Jack Brabham.

## Karriere
Brabham begann seine Motorsportkarriere im Kartsport, in dem er bis 2008 aktiv blieb. 2009 wechselte er in den Formelsport und fuhr zunächst mit australischer Lizenz in Australien. Er trat zunächst in der victorianischen Formel Ford an und wurde in seinem Debütjahr Neunter. 2010 verbesserte er sich auf den fünften Gesamtrang. Darüber hinaus fuhr Brabham 2010 auch in der australischen Formel Ford, in der er den 14. Gesamtplatz erreichte. 2011 blieb Brabham in beiden Serien. In der victorianischen Formel Ford wurde er Sechster, in der australischen Neunter.
2012 entschied sich Brabham für einen Wechsel nach Nordamerika. Er erhielt ein Cockpit bei Cape Motorsports with Wayne Taylor Racing in der U.S. F2000 National Championship. In der Winterserie wurde er mit einem Sieg Gesamtdritter hinter seinen Teamkollegen Spencer Pigot und Trent Hindman. In der regulären Meisterschaft gewann Brabham vier Rennen und stand insgesamt elfmal auf dem Podium. Mit 339 zu 332 Punkten setzte er sich gegen seinen Teamkollegen Pigot durch und wurde Meister. Darüber hinaus absolvierte er Gaststarts in Europa in der BARC Formel Renault.
Aufgrund seines Titelgewinns erhielt Brabham 2013 eine finanzielle Förderung für ein Cockpit in der Pro Mazda Championship. Er wurde von Andretti Autosport unter Vertrag genommen. Brabham dominierte die Saison und gewann 13 von 16 Rennen. Nur bei einem Rennen, in dem er ausschied, stand er nicht auf dem Podium. Mit 466 Punkten setzte er sich gegen Diego Ferreira (357 Punkte) und seinen Teamkollegen Shelby Blackstock (297 Punkte) durch.
2014 blieb Brabham bei Andretti Autosport und erhielt ein Cockpit in der Indy Lights. Wegen seines Titelgewinns im Vorjahr wurde er erneut finanziell gefördert. Brabham entschloss sich vor der Saison seine Lizenz zu wechseln und mit US-amerikanischer Lizenz zu starten. Brabham gewann die erste Liberty Challenge auf einer Straßenkursvariante des Indianapolis Motor Speedway und wurde auf dem Oval in Indianapolis Zweiter beim Freedom 100. Er stand bei zwei weiteren Indy-Lights-Rennen auf dem Podium. Die Saison schloss er auf dem vierten Gesamtrang ab. Damit lag er eine Position hinter seinem Teamkollegen Zach Veach. Darüber hinaus nahm Brabham Ende 2014 für Andretti an zwei Rennen der FIA-Formel-E-Meisterschaft teil. Anfang 2015 ging Brabham für Andretti Autosport zu den ersten drei Rennen der Indy Lights an den Start. Anschließend wechselte er in die Truck-Rennserie Speed Energy Formula Off-Road und trat zu sieben Rennen. Er kehrte für dieses Engagement wieder zur australischen Rennlizenz zurück.
2016 fuhr Brabham erneut in der Speed Energy Formula Off-Road. Darüber hinaus nahm er für das Team Murray an zwei Rennen der IndyCar Series 2016 teil.

## Persönliches
Matthew Brabham kommt aus einer Motorsportlerfamilie. Sein Großvater Jack Brabham war dreifacher Formel-1-Weltmeister. Sein Vater Geoff Brabham ist einmaliger Sieger des 24-Stunden-Rennens von Le Mans. Seine Onkel Gary und David Brabham sind ebenfalls Automobilrennfahrer.

## Statistik

### Karrierestationen
| - 2009: Victorianische Formel Ford (Platz 9) - 2010: Victorianische Formel Ford (Platz 5) - 2010: Australische Formel Ford (Platz 14) - 2011: Victorianische Formel Ford (Platz 6) - 2011: Australische Formel Ford (Platz 9) | - 2012: U.S. F2000, Winterserie (Platz 3) - 2012: U.S. F2000 National Championship (Meister) - 2013: Pro Mazda Championship (Meister) - 2014: Indy Lights (Platz 4) - 2015: Formel E (Platz 31) | - 2015: Indy Lights (Platz 13) - 2015: Speed Energy Formula Off-Road (Platz 10) - 2016: IndyCar Series (Platz 30) - 2016: Speed Energy Formula Off-Road |

### Einzelergebnisse in der Indy Lights
| Jahr | Team               | 1   | 2   | 3   | 4   | 5    | 6    | 7    | 8    | 9   | 10  | 11  | 12  | 13  | 14  | 15  | 16  | Punkte | Rang |
| ---- | ------------------ | --- | --- | --- | --- | ---- | ---- | ---- | ---- | --- | --- | --- | --- | --- | --- | --- | --- | ------ | ---- |
| 2014 | Andretti Autosport | STP | LBH | BAR | BAR | INDY | INDY | INDY | POC  | TOR | MDO | MDO | MIL | SON | SON |     |     | 424    | 4.   |
| 2014 | Andretti Autosport | 9   | 3   | 4   | 12  | 1*   | 4    | 2*   | 5    | 4   | 5   | 12  | 2*  | 6   | 5   |     |     | 424    | 4.   |
| 2015 | Andretti Autosport | STP | STP | LBH | BAR | BAR  | INDY | INDY | INDY | TOR | TOR | MIL | IOW | MDO | MDO | LAG | LAG | 35     | 13.  |
| 2015 | Andretti Autosport | 11  | 7   | 11  |     |      |      |      |      |     |     |     |     |     |     |     |     | 35     | 13.  |

### Einzelergebnisse in der FIA-Formel-E-Meisterschaft
| Jahr    | Team               | 1   | 2   | 3   | 4   | 5   | 6   | 7   | 8   | 9   | 10  | 11  | Punkte | Rang |
| ------- | ------------------ | --- | --- | --- | --- | --- | --- | --- | --- | --- | --- | --- | ------ | ---- |
| 2014/15 | Andretti Autosport | BEI | PUT | PUN | BUE | MIA | LBH | MON | BER | MOS | LON | LON | 0      | 31.  |
| 2014/15 | Andretti Autosport |     | 13  | DNF |     |     |     |     |     |     |     |     | 0      | 31.  |

| Legende                      | Legende       | Legende                                                                 |
| Farbe                        | Abkürzung     | Bedeutung                                                               |
| ---------------------------- | ------------- | ----------------------------------------------------------------------- |
| Gold                         | —             | Sieger                                                                  |
| Silber                       | —             | 2. Platz                                                                |
| Bronze                       | —             | 3. Platz                                                                |
| Grün                         | —             | Platzierung in den Punkten                                              |
| Blau                         | —             | Klassifiziert außerhalb der Punkteränge                                 |
| Violett                      | DNF           | Rennen nicht beendet                                                    |
| Violett                      | NC            | nicht klassifiziert                                                     |
| Rot                          | DNQ           | nicht qualifiziert                                                      |
| Schwarz                      | DSQ           | disqualifiziert                                                         |
| Weiß                         | DNS           | nicht am Start                                                          |
| Weiß                         | WD            | zurückgezogen                                                           |
| Weiß                         | C             | Rennen abgesagt                                                         |
| Blanko                       |               | nicht teilgenommen                                                      |
| Blanko                       | DNP           | gemeldet, aber nicht teilgenommen                                       |
| Blanko                       | INJ           | verletzt oder krank                                                     |
| Blanko                       | EX            | ausgeschlossen                                                          |
| sonstige Formate und Zeichen | P/fett        | Pole-Position                                                           |
| sonstige Formate und Zeichen | kursiv        | Schnellste Rennrunde (ab 2017/18: Schnellste Rennrunde der ersten Zehn) |
| sonstige Formate und Zeichen | unterstrichen | Führender in der Gesamtwertung                                          |
| sonstige Formate und Zeichen | °             | FanBoost                                                                |
| sonstige Formate und Zeichen | *             | nicht im Ziel, aufgrund der zurückgelegten Distanz aber gewertet        |
| sonstige Formate und Zeichen | ( )           | Streichresultat                                                         |

### Einzelergebnisse in der IndyCar Series
| Jahr | Team        | 1   | 2   | 3   | 4   | 5   | 6    | 7   | 8   | 9   | 10  | 11  | 12  | 13  | 14  | 15  | 16  | Punkte | Rang |
| ---- | ----------- | --- | --- | --- | --- | --- | ---- | --- | --- | --- | --- | --- | --- | --- | --- | --- | --- | ------ | ---- |
| 2016 | Team Murray | STP | PHO | LBH | ALA | IMS | INDY | DET | DET | ROA | IOW | TOR | MDO | POC | TXS | WGL | SNM | 37     | 30.  |
| 2016 | Team Murray |     |     |     |     | 16  | 2227 |     |     |     |     |     |     |     |     |     |     | 37     | 30.  |

| Farbe      | Bedeutung                                          |
| ---------- | -------------------------------------------------- |
| Gold       | Sieger                                             |
| Silber     | 2. Platz                                           |
| Bronze     | 3. Platz                                           |
| Grün       | 4. und 5. Platz                                    |
| Hellblau   | 6. bis 10. Platz                                   |
| Dunkelblau | Rennen beendet (außerhalb der ersten zehn Piloten) |
| Violett    | Rennen nicht beendet                               |
| Rot        | nicht qualifiziert (DNQ)                           |
| Schwarz    | disqualifiziert (DSQ)                              |
| Weiß       | nicht am Start (DNS)                               |
| Weiß       | zurückgezogen (WD)                                 |
| Weiß       | Rennen abgesagt (C)                                |
| Blanko     | nicht teilgenommen                                 |
| Blanko     | nicht erschienen (DNA)                             |
| Blanko     | verletzt oder krank (INJ)                          |
| Blanko     | ausgeschlossen (EX)                                |

### Sebring-Ergebnisse
| Jahr | Team      | Fahrzeug | Teamkollege      | Teamkollege | Platzierung | Ausfallgrund |
| ---- | --------- | -------- | ---------------- | ----------- | ----------- | ------------ |
| 2024 | AO Racing | Oreca 07 | Paul-Loup Chatin | P. J. Hyett | Rang 43     |              |